# Obesotoma oyashio
Obesotoma oyashio is een slakkensoort uit de familie van de Mangeliidae. De wetenschappelijke naam van de soort is voor het eerst geldig gepubliceerd in 1962 door Shikama.